# 台灣閩南語地名
臺語，又稱臺灣話，曾經是台灣使用人口最多的語言，以台語命名的地名十分普遍。雖然在今日的台灣，臺語過往的地位與通行程度已經被台灣國語所取代，不過大量帶有臺語特色的地名仍然留存。

## 特色用語

### 陸地地形
- 崎
- 墘
- 畔
- 崁
- 坑：意味山谷、盆地等。
- 崙：突起的沙丘地形，如沙崙、崙背等。
- 屯：通「墩」，與崙近義，如白沙屯等。
- 埔：意味平地、平原等。
- 坪：意味地勢稍高的台地。
- 沙
- 山：地形起伏之地。
- 埕

### 水岸地形
- 洲
- 圳
- 海
- 鯤鯓
- 窟
- 湳：亦作「坔」，臺語漢字本意為「泥沼」。
- 湖︰山間小盆地，如陽明山國家公園竹子湖、嘉義縣竹崎鄉中和村奮起湖（舊糞箕湖）。
- 灣
- 埤︰池塘，如嘉義市蘭潭（舊紅毛埤）、臺南官田葫蘆埤。
- 鼻：意味向海洋突出的海岬，如貓鼻頭、鵝鑾鼻、鼻頭角等。
- 池
- 潭︰湖沼，如嘉義縣新港鄉月眉潭。
- 港︰河川，如雲林縣北港溪（舊笨港）。雲林縣北港鎮、嘉義縣新港鄉南港村舊南港（笨港街）。

### 土地開墾
- 甲：源自荷蘭語的akker，臺語音譯的土地單位，如五甲、六甲等。
- 股：即「股份」之意，如三股、七股、十三股等。
- 鬮：臺語漢字本意為「紙籤」，即開墾時之抽籤順序，如三鬮、四鬮等。
- 張犁：農耕時，每張犁約可耕作五甲農地，許多地方因此以犁數來命名；如三張犁、六張犁、九張犁等。[1]

### 在地產業
- 廍：早期的製糖所，如廍後、廍仔等。

### 前後詞綴
- 後
- 尾
- 厝：臺語漢字本意為「房屋」，意味當地居民的房舍與土地，如三塊厝、廖厝、打鐵厝等。
- 下意同「腳」，即「下腳」
- 腳意同「下」，即「下腳」
- 口
- 心
- 底
- 頂，意「頂懸」
- 頭，意同「角」，即「頭角」、「頭岬」
- 角，意同「頭」，如「頭角」、「岬角」
- 鼻，同於「鼻頭」

## 名人作地名(最早定居開墾)
- 曾文溪
- 元掌莊
- 天送埤
- 蘇澳港
- 吳全城
- 莊禮寮
- 陳子方街
- 陳平莊
- 許梓桑
- 阿四坑
- 阿考崎
- 阿泉坑
- 阿兼城
- 阿蘭城
- 黃仔信埔
- 揚喜崎
- 文秀坑
- 興南
- 泉興埔

## 名人作地名(功於地方)
- 林圮埔
- 林鳳營
- 吳阿在坑
- 朝棟里

## 延伸閱讀

### 荷西葡文獻
- 《新港文書》(台南地區/西拉雅語)

### 清代文獻
- 郁永河《裨海紀遊》
- 周鍾瑄《諸羅縣志》(嘉義地區/洪雅語)
- 朱仕玠《小琉球漫志》(高雄地區/馬卡道語)
- 倪贊元《雲林縣採訪冊》
- 胡傳《台東州採訪冊》

### 日本時期論著
- 土田滋、山田幸弘、森口恆一《台灣平埔族言語資料整理與分析》
- 小川尚義《台日大辭典》
- 伊能嘉矩《大日本地名辭書續編、第三：台灣》、《諸蕃語彙》、《平埔族調查旅行》、《台灣文化誌》
- 安倍明義《台灣地名研究》

### 戰後學者代表性著作
- 李壬癸《南島民族的族群與遷徙》、《台灣原住民史：語言篇》
- 張耀錡(1951)《平埔族社名對照表》台中：台灣省文獻會
- 陳正祥(1978)《台灣地名辭典》台北：南天書局
- 洪敏麟(1980-1984)《台灣就地名之沿革》(一)(二上)(二下)台中：台灣省文獻會
- 洪英聖(1995)《情歸故鄉、總篇：台灣地名探索》台北市：時報文化
- 陳國章(1997-1999)《台灣地名辭典》(上中下)台北：師大地理系
- 姚榮松指導、蔡淑玲(2004)《台灣閩南語地名之語言研究：兼論其文化意涵與演變》新竹：竹教大台語所碩論
- 林慶勳指導、陳耀中(2007)《清代文獻反映平埔族群語言研究》高雄：高師大台文所碩論(漢字還原閩南語羅馬字轉寫)
- (PDF), 師大地理系,   [2017-04-30], （原始内容存档 (PDF)于2017-03-10）
- (PDF), 獨立研究作品,   [2021-08-20], （原始内容 (PDF)存档于2018-08-27）

## 相關詞條
- 平埔語

## 外部連結
- 台灣地名歹唸－潘科元台語文理想國 （页面存档备份，存于）